# Escrocii (film din 1955)
Escrocii (în italiană Il bidone) este un film italian din 1955, regizat de Federico Fellini și cu Broderick Crawford, Richard Basehart și Giulietta Masina în rolurile principale.
Lansat la un an după succesul internațional al filmului La Strada al lui Fellini, Escrocii reia multe dintre aceleași teme de inspirație neorealistă cu substrat social, minimizând în același timp realismul poetic și vitalitatea extravagantă, care astăzi este cunoscută sub numele de „fellinescă”, în favoarea unei atitudini politice mai ascuțite.

## Distribuție
- Broderick Crawford – Augusto Rocco
- Giulietta Masina – Iris
- Richard Basehart – Carlo, alias Picasso
- Franco Fabrizi – Roberto Giorgio
- Sue Ellen Blake – Anna
- Irene Cefaro⁠(d) – Marisa
- Alberto De Amicis – Rinaldo
- Lorella De Luca – Patrizia
- Giacomo Gabrielli – Il Baron Vargas
- Riccardo Garrone⁠(d) – Riccardo

## Recepție

### Premii
Nominalizări
- Festivalul de Film de la Veneția: Leul de Aur, Federico Fellini; 1955.

## Influență
Escrocii a avut o influență notabilă asupra filmului L'uomo delle stelle (1995) al lui Giuseppe Tornatore - despre un escroc care îi înșală pe țăranii sicilieni care visează să devină vedete de cinema la Roma.